# 多睛佛羅里達鱂
多睛佛羅里達鱂為輻鰭魚綱鯉齒目鯉齒亞目鯉齒鱂科的其中一種，分布於中美洲猶加敦半島淡水水域，體長可達11公分，生活習性不明。